# Cobitis rara
Cobitis rara és una espècie de peix de la família dels cobítids i de l'ordre dels cipriniformes. És endèmic de la província xinesa de Shaanxi. Es tracta d'un peix d'aigua dolça i demersal que viu en aigües subtropicals i assoleix una llargada màxima de 10 cm. És inofensiu per als humans. La Unió Internacional per a la Conservació de la Natura (UICN) no n'ha avaluat l'estat de conservació. El seu nom específic, rara, significa 'rara' en llatí.